# Punktdvärgspindel
Punktdvärgspindel (Lophomma punctatum) är en spindelart som först beskrevs av John Blackwall 1841.  Punktdvärgspindel ingår i släktet Lophomma och familjen täckvävarspindlar. Arten är reproducerande i Sverige. Inga underarter finns listade i Catalogue of Life.